# William Douglas, duca di Hamilton
William Douglas, duca di Hamilton, KG, PC (24 dicembre 1634 – Holyrood Palace, 18 aprile 1694), è stato un nobile scozzese.
È stato Duca di Hamilton a causa del suo matrimonio con Anne Hamilton, III duchessa di Hamilton, che gli ha permesso di usare il titolo della moglie durante la sua vita e di prendere il nome di Hamilton per lui e per i loro discendenti.

## Biografia

### Infanzia
Nato Lord William Douglas, era il figlio di William Douglas, I marchese di Douglas e della sua seconda moglie, Lady Mary Gordon, figlia di George Gordon, I marchese di Huntly.
Venne creato Conte di Selkirk nel 1646 all'età di 11 anni.

### Matrimonio

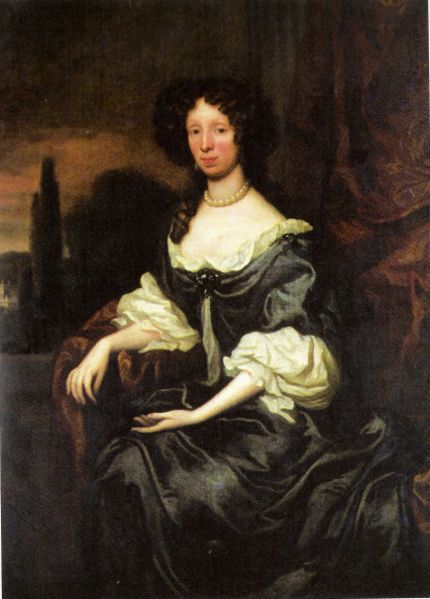
Ritratto di Anne Hamilton, III duchessa di Hamilton
Sir Godfrey Kneller, 1682

Il 29 aprile 1656, sposò Anne Hamilton, III duchessa di Hamilton. Fu creato Duca di Hamilton nel 1660 su istanza della moglie. Le proprietà degli Hamilton era stato incamerate da Oliver Cromwell, dopo le attività del suocero e dello zio di sua moglie, durante le Guerre dei tre regni. Le terre furono restaurate nel 1657.

### Duca di Hamilton

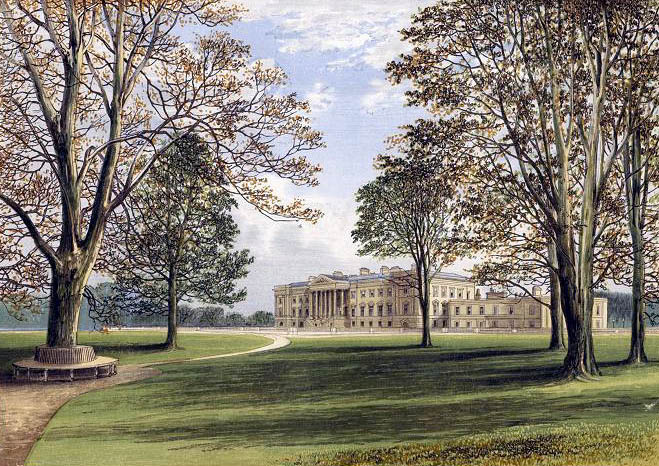
Hamilton Palace

William sostenne Lauderdale nelle prime fasi della sua politica scozzese, in cui ha adottato un atteggiamento moderato nei confronti del presbiteriani, ma i due sono stati presto alienati, attraverso l'influenza della Contessa di Dysart, che trascorse molto tempo a Hamilton Palace.

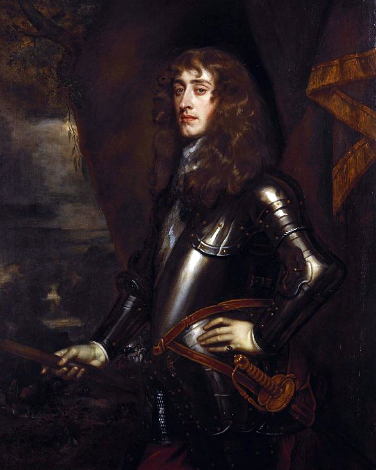
Ritratto di Giacomo II d'Inghilterra, opera di Peter Lely.

Venne licenziato dal Consiglio della Corona nel 1676, e in una successiva visita a Londra, Carlo II si rifiutò di riceverlo. Al momento dell'ascesa al trono di Giacomo II, ricevette numerosi riconoscimenti, e fu uno dei primi ad entrare in sintonia con il Principe d'Orange. Ha presieduto la Convenzione di Edimburgo, convocato su sua richiesta, che offrì la corona scozzese a Guglielmo e a Maria, nel marzo 1689.

### Morte

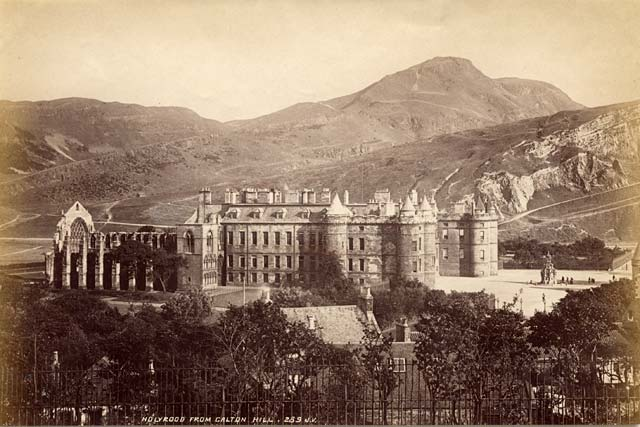
Una immagine del XIX secolo dell'Holyrood Palace visto da Calton Hill.

Il Duca di Hamilton morì il 18 aprile 1694 nel palazzo di Holyrood.

## Discendenza
William Douglas e Anne Hamilton ebbe 13 figli:
- Lady Mary Hamilton (1657–1666)
- James Hamilton, IV duca di Hamilton (1658–1712), fino al 1698 fu designato Conte di Arran.
- Lord William Hamilton (1659–1681)
- Lady Anna Hamilton (1661–1663)
- Lady Catherine Hamilton (1662–1707), sposò John Murray, I duca di Atholl
- Charles Hamilton (1664–1739), poi II Conte di Selkirk
- John Hamilton (1665–1744), poi I Conte di Ruglen e III Conte di Selkirk
- George Hamilton (1666–1737), poi I Conte di Orkney
- Lady Susan Hamilton, sposò prima John Cochrane, IV conte di Dundonald, poi John Hay, II marchese di Tweeddale
- Lady Margaret Hamilton (1668–1731, sposò James Maule, IV conte di Panmure
- Lady Anna Hamilton (1669 morì nell'infanzia)
- Lord Basil Hamilton (1671–1701)
- Lord Archibald Hamilton (1673–1754)